# Museum der Hand
Das Museum der Hand, ehemals Museum Kulturgeschichte der Hand im bayerischen Wolnzach zeigt etwa 800 Exponate zum Thema Hand.
Das Museum entstand 1996 aus einer privaten Sammlung und präsentiert in sieben Ausstellungsräumen Exponate zu Themen wie Anatomie und Evolution der Hand, Rekorde der Hand – z. B. wird auf den Weltrekord im Fingerhakeln ebenso eingegangen wie auf Theodore Roosevelt, der beim Neujahrsempfang 1907 8512 Hände schüttelte, oder auf den größten kleinen Finger Bayerns –, die Hand als Werkzeug, Handprothesen von der ägyptischen Antike bis in die Gegenwart, Handschutz, Chiromantie, Gebärdensprache, Handamulette und Hände in Kunst, Werbung und Religion. Die Räumlichkeiten wurden von dem Bühnenbildner Gints Gabranz gestaltet.
Entsprechend der Thematik des Museums wurde bei der Gestaltung auf die Einbindung interaktiver Elemente Wert gelegt.

## Weitere Handmuseen
Ein ähnliches Konzept verfolgt etwa das Musée de la main in Lausanne, das jedoch stärker mit medizinischen Forschungseinrichtungen zusammenarbeitet und Wechselausstellungen anbietet.